# Nyon (huyện)
Nyon là một huyện ở bang Vaud, Thụy Sĩ. Thủ phủ huyện là thành phố Nyon.
- Cercle de Begnins
  - Arzier
  - Bassins
  - Begnins
  - Coinsins
  - Genolier
  - Gland
  - Le Vaud
  - Vich
- Cercle de Coppet
  - Arnex-sur-Nyon
  - Bogis-Bossey
  - Chavannes-de-Bogis
  - Chavannes-des-Bois
  - Commugny
  - Coppet
  - Crans-près-Céligny
  - Founex
  - Mies
  - Tannay
- Cercle de Gingins
  - Borex
  - Chéserex
  - Crassier
  - Duillier
  - Eysins
  - Gingins
  - Givrins
  - Grens
  - La Rippe
  - Saint-Cergue
  - Signy-Avenex
  - Trélex
- Cercle de Nyon
  - Nyon
  - Prangins